# 970 a.C.

## Eventos
- Salomão se torna Rei de Israel.[1][Nota 1]

## Mortes
- Rei Davi.[Nota 2]